# Khototx
Khototx (en rus: Хоточ) és un poble del Daguestan, a Rússia, que el 2019 tenia 1.230 habitants. Pertany al districte rural de Gunib.